# Histoire du textile à Laval

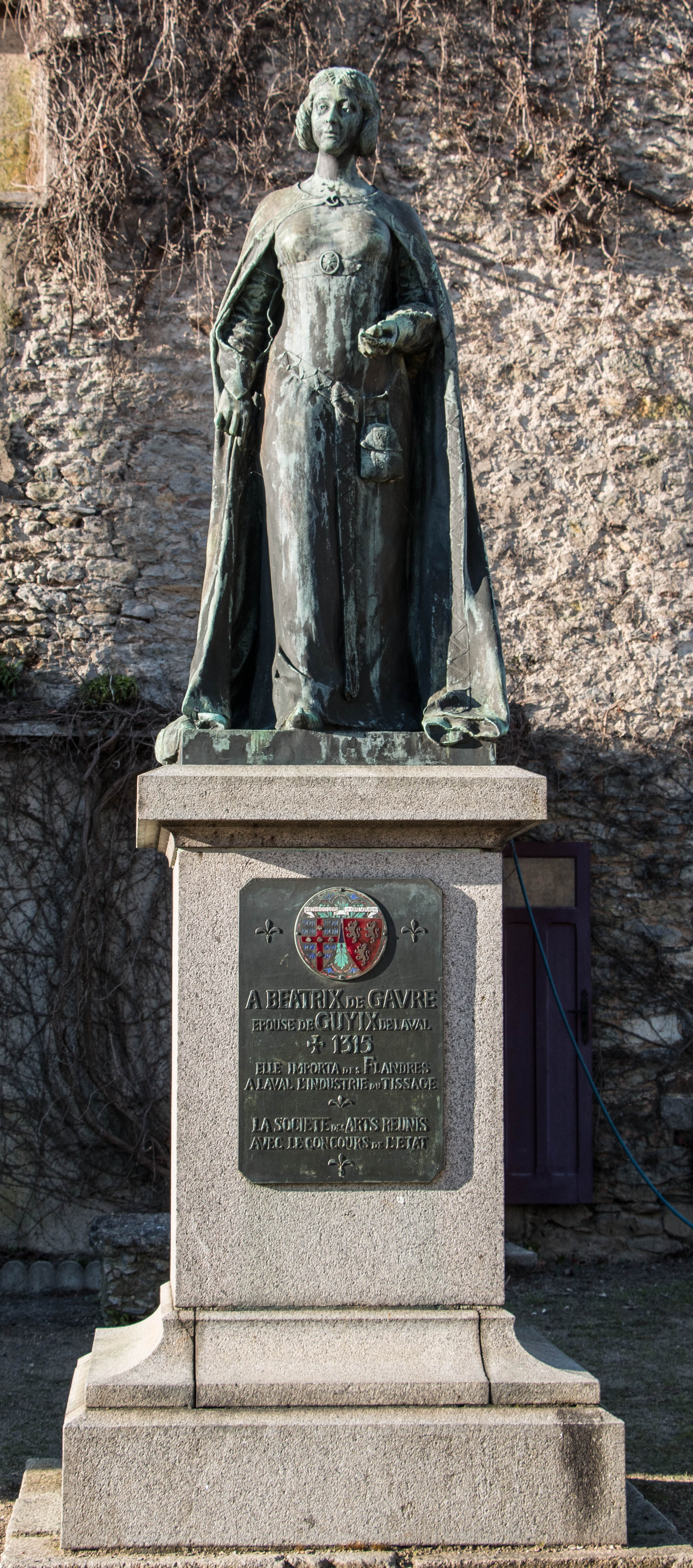
Statue de Béatrix de Gâvre dans la cour du vieux château de Laval.

Cet article concerne la ville française. Pour la ville canadienne, voir Laval (Québec), § Histoire.
L'histoire du textile à Laval s’étend de l'époque gallo-romaine à nos jours.
La ville, dans le département de Mayenne en France, se développe autour du château des ducs de Laval, principalement grâce à l'industrie textile, les toiles de lin de Laval sont exportées dans toute l'Europe et même vers l'Amérique aux XVe et XVIe siècles. À tel point qu'au XVIe siècle, le comte de Laval, Guy XIX de Laval, a conféré le monopole de la production, de la vente et de l'exportation du textile aux Lavallois. La Révolution française et l'Empire porteront un coup fatal à cette réussite. Cette industrie ne verra son déclin arriver qu'au début de la révolution industrielle au XIXe siècle avec la mécanisation des métiers à tisser. Plusieurs des dernières usines textiles de Laval ont fermé ses portes au début des années 2000.

## Origine
Dès la période gallo-romaine, on utilisait le lin et le chanvre. Et c'est à partir du XIIe siècle que l'on s'est mis à l'exploiter dans le secteur du textile en Mayenne.  L'activité est devenue la principale source de revenus de Laval et de la Mayenne. 
Le Clerc du Flecheray indique qu'à une époque reculée, les Lavallois se livraient à la fabrication de serges et autres étoffes de laine. Cette branche d'industrie devait même avoir une grande importance. Cette manufacture perdit beaucoup de sa valeur par l'introduction des fabriques de toiles, dans les dernières années du XIIIe siècle et le commencement du XIVe siècle.

### Les débuts de la toile
La tradition indique que Béatrix de Gavre, épouse de Guy IX de Laval, Comte de Laval, fait venir du Comté de Flandre des ouvriers tisserands qu'elle fixa à Laval. Le titre de sire de Gavre était réservé selon la coutume familiale à l'héritier présomptif du chef de la Maison de Laval. Les ouvriers flamands enseignent le secret du blanchissage. Ce transfert de technologie serait l’origine du développement de la culture du lin et du textile en Mayenne. 
L'industrie de la toile de lin est probablement très ancienne, et faussement attribuée à cette tradition.
On trouve au XVe siècle le personnage de Jean Courte : Il s'était adonné au commerce maritime et avait dans sa jeunesse fait de longs voyages sur mer, d'où il avait rapporté de grandes richesses. Guy XIV de Laval l'avait envoyé en Hollande pour y étudier l'industrie de la culture des lins et du tissage de la toile. Il avait amené avec lui des ouvriers tisserands et introduisit ainsi de grandes améliorations dans la fabrique de Laval. Il rejoint à la fin de sa vie le Couvent des Jacobins de Laval, peu après sa création.
Ceux-ci introduisirent ou perfectionnèrent la technique du tissage de la toile. Elle apprit aux habitants à cultiver et à travailler le lin qui croissait spontanément dans la région. Laval ne tarda pas à rivaliser avec les villes les plus commerçantes. Sa renommée fut bientôt rendue fameuse par la qualité de ses toiles. Les marais qui entouraient la ville cédèrent la place à cette nouvelle industrie. Pour loger ouvriers et marchands, de grands faubourgs se construisirent. Les bords de la Mayenne se couvrirent de blanchisseries. L'art textile représentait déjà l'activité principale de l'économie locale.

#### Développement après la Guerre de Cent Ans
Le comté de Laval, si souvent le théâtre des guerres que la France avait soutenues contre les Anglais, jouissait de la paix. Peu à peu, les gentilshommes, qui avaient pendant les guerres habité l'intérieur de la ville, le quittent pour retourner à leurs châteaux. Les bourgeois abandonnent leurs anciennes demeures du Bourg-Hersent et du Marchis et viennent bâtir au-dedans des murs.
Les habitants de Laval mettent ce temps à profit. Le commerce devient pour eux une source de richesses.

#### Le travail de la toile
« D'aucuns ont trouve où D'employer de moult grands deniers En jardins, terres et vergers Qu'ilz out convertiz en bon prez Ainsi quo present les voyez, Esquelz ont faict grox edifices Qui a eulx si sont moult propices Auparavant d'iceulx toiliers Laval est garnie de drappiers.... ».
Le travail de la toile était en partie substitué à la fabrication des draps. Cette branche de l'industrie primitive fut rejetée à un rang très-secondaire par une invention nouvelle, dont tirèrent de grands bénéfices les commerçants qui l'exploitèrent les premiers. Quelques marchands lavallois trouvèrent le secret de donner une éclatante blancheur aux toiles qui jusque-là s'étaient vendues écrues. 
D'après Charles Maucourt de Bourjolly, les plus anciennes des blanchisseries furent établies dans les prairies de Botz, et elles remonteraient, suivant cet auteur, à l'annee 1484. Il est quasiment certain que leur existence est bien antérieure. À cette époque, elles étaient en pleine activité et leurs proprietaires avaient déjà acquis des grandes richesses. 
Bientôt des jardins et des vergers voisins de la rivière furent achetés à grand prix pour en créer de nouvelles. Il y en eut tout le long de la rive gauche de la Mayenne. Il est raconté que le comte de Laval avait donné pour cet objet les terrains qui se trouvaient en face des fenêtres de son château. D'autres se placèrent près de Penlivard et de Chanteloup.

##### Botz
La plus considérable blanchisserie était à la Maillarderie, qui appartenait alors à la paroisse de Changé. On en comptait cinq autres qui ont subsisté, au moins jusqu'au milieu du XVIIIe siècle. C'étaient les suivantes : les blanchisseries de la Loge des Champs, du Pin-Gelé, de la Grange, nommée plus tard le Grand-Dôme, de la Peslardière et du Petit-Dôme.
Un de ces gros négociants était un membre de la famille Duchemin, l'une des plus considérables à cette époque et qui, avec le temps, acquit d'immenses richesses.

##### Rive gauche de la Mayenne
Les principales lavanderies situées sur la rive gauche de la Mayenne et sur la paroisse de Saint-Vénérand, avec le nom de leurs proprietaires étaient:
- 1. la lavanderie de la Chafesnerie, à Jean de la Porte et à Paul Pelisson;
- 2. celle du pre Mangeotin, à Paul Pelisson et à Perrine, sa femme;
- 3. la lavanderie de la Guérinière, situee à la Crossardiere et aux environs de la rue de Botz, à Paul Pelisson, Michel Piau et Francois Hamard;
- 4. les lavanderies Huttin, à Paul Pelisson ;
- 5. la lavanderie de la Barberie, pres le Pont-de-Mayenne, à la famille Duchemin ;
- 6. la lavanderie de la Place, près la croix Laisix, le pré au Cornu et le pré au Lièvre, à Pierre Duchemin, sieur de la Babiniere;
- 7. les lavanderies de la Bourdonniere[13] et du pré Bigot, appartenant à Jacques Hoisnard, du chef de sa femme Antoinette Duchemin.

#### Développement du commerce
Le faubourg du pont de Mayenne se peuplait de négociants attirés par la qualité des eaux de la rivière propres au blanchiment de la toile. Ce quartier, devenu un des plus populeux de la ville, n'était, dans ce temps, que vastes prairies portant le nom de Fief du pont de Mayenne, et qu'un seigneur de Laval avait acquises par échange. Le commerce y déployait ses richesses par une industrie apportée dans le passé et devenue si profitable. 
Des traites de commerce existaient à cette époque entre les ducs de Bretagne et l'Espagne. Une association d'amitié et d'intérêt avait eu lieu entre les négociants de Nantes et ceux de Bilbao. Charles VIII, étant à Nantes, la confirma en 1494. Les Espagnols pour les relations de commerce, ne se bornaient plus à venir à Nantes traiter avec les correspondants des marchands de Laval; ils remontaient jusqu'à Laval pour y faire leurs achats.
Le faubourg du Pont-de-Mayenne s'était successivement accru sur la rive gauche de la Mayenne; de nombreux hôtels, établis par de riches négociants, l'embellissaient : il était devenu une partie notable de la ville. Sa seule église paroissiale n'était encore que celle du prieuré de Saint-Melaine, qui restait isolée dans la campagne, loin du centre d'habitation que l'industrie réunissait.

#### Aspects religieux
C'est en 1485 que le comte de Gavre, frappé des inconvénients qui résultaient pour les habitants du Pont-de-Mayenne de l'éloignement de leur église de Saint-Melaine, les engagea à aviser aux moyens d'élever une église plus rapprochée des bords de la Mayenne, partant plus facilement accessible à ses nombreux paroissiens. L'église de l'antique prieuré de Saint-Melaine servait d'église romanes. Elle devenait trop éloignée du nouveau centre de population ; elle était remplacée par un nouvel édifice religieux, qui sera l'église Saint-Vénérand de Laval.
En 1499, l'église de Saint-Vénérand s'achevait peu à peu. Les marchands du Pont-de-Mayenne qu'enrichissait le commerce avec l'Espagne et qui se trouvaient maintenant trop heureux
D'éviter la paine
D'aller jusques à Sainct-Melaine
et rivalisaient de zèle pour orner leur nouvelle église paroissiale d'autels, de chapelles, de vitraux.

#### Fortunes
« Car les bourgeoys et les marchants Se sont retirés sur les champs Où ils ont faict grox édifices Et maisons à eulx moult propices, Où vivent de leurs revenus, Sans qu'à la ville soient tenus Plus eulx tenir en nulle saison, Fors au sabmedy, pour raison De leur grande toyllerie, Et aussi, que je ne l'oublie, Pour avoir du poisson de mer, (1519) ».
La fortune a favorisé les travaux des habitants. Un commerce prospère les a enrichis. Ils achètent des terres et y font construire des habitations. Chaque semaine, le négociant va à ses champs, et revient le samedi à la ville, veiller aux affaires de son commerce qu'il a laissé pendant son absence à un serviteur fidèle. Guillaume Le Doyen, laissant aussi soupçonner que les bourgeois lavallois de n'être pas ennemis de la bonne chère, et ajoute que d'autres soins les rappellent encore à la ville ; c'est pour y trouver, dit-il du poisson de mer sur leur table. Le luxe augmenta en proportion de l'aisance générale. Il n'y avait néanmoins ni chapeliers, ni chaussetiers.
Guy XIX de Laval, en 1571, effectue un règlement sur le commerce en gros et le blanchissage; il l'augmente en 1580. Pendant que le règlement est en vigueur, les productions du pays sont recherchées et s'écoulent avantageusement ; quand ils tombent en désuétude, l'acheteur défiant ou trompé s'en va se fournir ailleurs. Les commerçants adoptent donc facilement ces règles, sur l'établissement desquelles d'ordinaire on les consultent.

### La navigation et le commerce
L'industrie de la toile de lin se développe considérablement au XVe siècle et surtout au XVIe siècle : on voit les toiles locales vendues sur diverses places de France, exportés par Saint-Malo vers l'Espagne, le Portugal, la Barbarie, la Guinée, et les Indes Orientales et Occidentales.

### Saint-Malo
Les Lavallois participent dès le début aux voyages effectués par les Malouins vers les Colonies espagnoles, et les mers du Sud. Les inventaires après décès en donnent témoignage : des kilomètres de toile, des dentelles, des chapeaux de castor qui se vendent très bien au Pérou, des linceuls, des chemises, des chaussettes, des perruques, ils ont envoyé de tout et amassé des piastres, des barres et des pignes d'argent. Suivant les fortunes de mer, les Lavallois réalisent ou non de beaux profits. René Duchemin, prêtre de Saint-Vénérand s'en fait l'écho dans sa chronique. On a par ailleurs des témoignages de retours extraordinaires qui ne sont pas étrangers aux fortunes établies en un temps record par certains Malouins.
L'abbé Angot a par quelques extraits de correspondance, les relations et les associations d'intérêt qui existaient, au point de vue commercial, entre les négociants lavallois et les armateurs malouins. Au moyen de fragiles constructions que la moindre tempête pouvait livrer aux périls de la mer, ils ont été à la découverte de pays méconnus pour entrer en relations commerciales avec leurs habitants.

### Participation
Au XVIe siècle et surtout au XVIIe siècle, des Lavallois ont entrepris de lointains voyages. Pendant des mois, voire des années, ils ont affronté les mers qui constituaient alors un périlleux obstacle entre les continents. 
Les efforts tentés par les Lavallois pour trouver des débouchés à l'industrie locale, ne se bornaient pas à des opérations où l'argent et la marchandise seuls couraient des risques. Souvent ils partaient eux-mêmes pour les colonies, ou y envoyaient leurs enfants, sans craindre ni les corsaires anglais, ni les dangers plus redoutables de climats meurtriers. Les uns réussissaient, les autres, plus nombreux peut-être, échouaient dans leurs entreprises, faute de secours ou emportés rapidement par la fièvre. On peut citer Daniel Le Hirbec a également entrepris une lointaine expédition vers le milieu du XVIIe siècle, ou encore Pierre-Marie Perier de la Bizardière au XVIIIe siècle.

### Compagnie française des mers orientales
En 1601, la Compagnie des marchands de Saint-Malo, Laval et Vitré qui rêve des Moluques arme deux navires, le Corbin et le Croissant pour sonder le guay et chercher le chemin des Indes. L'objectif de cette mission était de sonder le gué, chercher un chemin des Indes et le montrer aux Français.
Marchand originaire de Laval, François Pyrard, non moins désireux de voir et d'apprendre que d'acquérir du bien, embarque à Saint-Malo le 11 mai 1601 à bord du Corbin. François Martin, originaire de Vitré, embarque lui à bord du Croissant, et sera aussi à l'origine de la relation de son voyage.

## Expansion de la fin duXVIesiècleet première moitié duXVIIesiècle

### Troubles
Une épidémie régna à Laval, paralysant le commerce de 1606 à 1609. Des troubles ralentissent l'essor économique en fin de XVIe siècle et au début du XVIIe siècle : séquelles des guerres de Religion, sursauts de la noblesse contre un absolutisme de plus en plus pesant.
Malgré les calamités (peste, dysentrie...) et les troubles, l'activité économique réduite pendant les Guerres de Religion avait repris avec vigueur et prolongeait la prospérité du XVIe siècle.
Depuis la seconde moitié du XVIe siècle, le commerce lavallois se maintient dans une bonne prospérité. À partir de la fin du XVIe siècle, il prend plus d'extension. La toile de lin blanchie sur les vastes prairies des bords de la Mayenne apporte richesse et prospérité à la cité jusqu'au XVIIIe siècle. 

### L'Espagne et ses colonies
Les rapports avec les Espagnols se multiplient:
- les Espagnols et les Portugais possèdent le monopole des Indes orientales[17]
- Les produits de la fabrication de Laval s'échangent avec un nombre de plus en plus grand de piastres neuves.

Les Lavallois quittent leur ville et vont se fixer en Espagne, pour étendre leur trafic et serrer de plus près la fortune. D'autres s'élancent à travers les mers pour aller puiser à la source comme le dit un d'eux.
Jean et Pierre Pichot, fils de Pichot de la Poitevinière, Boulain du Griffon, Lasnier des Plantes, Hoisnard, d'autres peut-être, vont y habiter quelque temps au-delà des Pyrénées.
L’Espagne constitue alors le marché le plus important pour les toiles lavalloises. Deux fois par an, une flotte colossale, chargée à la fois de ravitailler les colons et de rapporter argent et denrées coloniales, fait le voyage de Cadix (qui possède le monopole du commerce avec les colonies d’Amérique jusqu’en 1765) à Carthagène, Portobello et Veracruz. De nombreux négociants français, lavallois en particulier, installés aux quatre coins de l’Espagne, achètent et expédient des toiles vers Cadix et la Nouvelle-Espagne. Ils achètent en retour des produits du Brésil et des Antilles, qui viennent alimenter les marchés espagnols et français.

## L'industrie de la toile auXVIIesiècle
Le commerce est alors au plus haut point de prospérité qu'il ait jamais atteint. 6 000 ouvriers environ dans la ville, les faubourgs ou la campagne voisine, sont employés à la fabrication proprement dite; le filage et le dévidage occupent 15 à 18 000 personnes. 
La hiérarchie de la fabrication entretenue par les règlements ou les coutumes permet de maintenir chacun à son rang :
- les marchands de Laval s'opposent à l'établissement d'un marché de fil de lin dans leur ville pour empêcher les ouvriers de travailler à leur compte
- les fils s’achètent ou à Laval même, ou à Craon; chaque lundi, il est fait dans cette dernière ville pour 3 ou 4 000 livres d'achats par les marchands-tissiers de Laval. Il est impossible pour les ouvriers de perdre une journée de travail pour effectuer la route de Laval au marché de Craon
- la longueur des pièces de toile est fixée à 120 aunes. Elle interdit une production aux petits tissiers car il faut être riche pour faire d'assez grosses emplettes de fil.

Cette situation est décrite par Leclerc du Flécheray dans son Mémoire.
Pour Jacques Salbert, la prospérité à cette époque de l'industrie du lin et du chanvre dans la région de Laval et Vitré est à l'origine de la construction des retables lavallois. Les produits du commerce favorisent et soutiennent des fondations religieuses.

### Séditions
La guerre de Trente Ans commença à fermer en partie les débouchés extérieurs de l'industrie du lin, entraînant sous-emploi et nervosité des habitants des villes soumis à des impôts croissants. Laval est le siège de deux séditions en 1628 et 1629.
Le 2 juin 1628, le Carrefour aux Toiles, dans lequel se tient alors le marché, est le théâtre d'une violente sédition. Le comte de Laval a voulu faire percevoir une maltoste de 8 sous par pièce de toile exposée. Le peuple se mutina. 4 000 personnes, hurlant et furieuse, vont assiéger la demeure du receveur des tailles, puis se portent vers celles de quatre des marqueurs de toilles, s'emparèrent d'eux et les maltraitent de telle sorte que deux des marqueurs succombent peu après de leurs blessures. Les cloches de la ville sonnent le tocsin pour appeler au secours la population des campagnes. 
En 1638, les marchands acceptent une imposition de 4 sous par toile vendue; mais en retour de l'engagement que prend le comte de Laval de bâtir une halle pour leur commerce.
La Guerre de Trente Ans n'a pas été aussi catastrophique pour l'industrie du lin parce que les Anglais et les Hollandais avaient relayé le marché espagnol momentanément fermé aux toiles de Laval.

### Le déclin de l'industrie de la toile

#### Règlementation
Pour faire refleurir le commerce que l'inobservation des règlements compromettait, Charles Belgique Hollande de La Trémoille fait tenir, sous la présidence des officiers du comté de Laval, plusieurs réunions de marchands et même d'ouvriers tisserands. On entend leurs observations et d'après les mémoires de ses officiers, se conformant autant que possible à celui que le roi avait donné pour les toiles de Bretagne. Un règlement nouveau est publié par le comte de Laval en 1688. Il n'est pas homologué, et n'est pas longtemps en vigueur. Le commerce des toiles continue à se discréditer.
René Hardy de Lévaré, juge de police, rend en 1691 une ordonnance d'après laquelle les marchands tissiers doivent nommer deux d'entre eux pour visiter, marquer et contrôler les pièces de toile, avant qu'elles soient aunées et portées chez l'acheteur.
Le 11 mai 1719, un arrêt du Conseil d'État du Roi défend à tous les marchands et négociants de contrefaire et plier les Toiles de Laval, en Toiles de Bretagne. Le 4 juin 1732, un arrêt du même conseil ordonne que des pièces de toile, fabriqué de Laval, saisies sur le nommé Tufferie et autres seront coupés de deux aunes en deux aunes pour avoir été vendues pour Toiles de Bretagne.

#### Inspecteur
Louvois envoie, la même année, un inspecteur de la manufacture des toiles dans la généralité de Tours. Il prend sa résidence à Laval et s'applique à faire observer les règlements anciens et nouveaux : Il fit cesser un abus qui consistait à plier les toiles de manière que l'acheteur ne pût en reconnaître la qualité. 
On compte parmi ces inspecteurs Jean-Paul Libour, le père du peintre Esprit-Aimé Libour.

#### Explications
Le décadence de l'industrie de la toile à la fin du XVIIe siècle est expliquée selon Couanier de Launay par :
- l'inexécution des prescriptions réglementaires, particulièrement en ce qui regarde l'égalité des fils et le blanchiment des toiles.
- l'impôt exigé pour la traite foraine d'Anjou.
- les taxes trop élevées pesant sur ce commerce
- la guerre qui a interrompu le trafic avec l'Espagne. L'Espagne avait soumis à des droits énormes les provenances de France et ouvert ses ports à celles des Pays-Bas et d'Allemagne[24].

Il s'oppose à l'avis de Charles Weiss qui attribue cette décadence à la révocation de l'édit de Nantes.
Julien Leclerc du Flécheray indique dans son mémoire que La manufacture de toile sur la fin du siècle dernier et au commencement de celui-ci était meilleure et de plus grande réputation qu'elle n'est aujourd'hui qu'elle parait fort diminuée. Il attribue la cause de déclin à des défauts de fabrications, mais surtout à l'arrêt du commerce extérieur par suite des guerres.
Les pays de Vitré, Fougères, Château-Gontier comme Laval, voués aux tissage du lin ou du chanvre connaissent aussi une même période difficile suite de l'arrêt des exportations.

#### Équivoque
Une équivoque permet aux fermiers-généraux de tripler presque la taxe que doivent acquitter les toiles de Laval à leur sortie du royaume de France. Les règlements portent que ces toiles doivent être de pur lin ou de pur chanvre. Les fermiers veulent comprendre que les toiles de Laval doivent être de fin lin et leur appliquent un droit en rapport avec leur qualité prétendue.

### Renouveau de l'industrie de la toile

#### Halle aux Toiles
Le 26 mars 1730, le conseil du roi met fin à une autre contestation entre le seigneur de Laval et les marchands de toile. On cherche aussitôt un emplacement convenable pour la nouvelle construction. L'avocat fiscal Salmon en pose la première pierre le 7 décembre 1730. Les travaux sont conduits avec beaucoup d'activité et les marchands peuvent vendre pour la première fois dans la halles aux toiles le 4 octobre 1732.
Des arrêts du Conseil d'État de 1723, 1725 et 1730 prescrivent des règles pour l'expédition des toiles à l'étranger et pour leur bonne fabrication.
En 1739, on enregistre au Parlement, puis au siège ordinaire de Laval, un nouveau règlement de la manufacture des toiles. Ce règlement est observé jusqu'à la Révolution française.
La manufacture des serges, étamines et autres étoffes de laine, reçut aussi un règlement nouveau en 1746. Il y était pourvu à la fabrication des étamines et droguels de Laval, Entramnes et Bazougers.

#### Reprise
Le commerce de la toile reprend avec l'Espagne et ses colonies, permettant à l'industrie de la toile de lin de retrouver sa splendeur passée. La rapidité étonnante avec laquelle les négociants Pierre Le Nicolais et François Delauney font fortune en quelques années est très significative de ce renouveau de la production textile lavalloise au XVIIIe siècle.
L'élargissment du marché local par suite de la reprise économique, le renouveau des exportations vers les Isles, vers les colonies espagnoles et portugaises via les ports de Nantes, Le Havre et Bayonne marque un nouvel âge d'or.
On retrouve encore aujourd'hui en témoignage de cette splendeur passée, les hôtels particuliers élevés à Laval tels que l'Hôtel Piquois, l'Hôtel de Bel-Air, l'Hôtel Périer du Bignon.

#### Toiles à voiles
François Delauney crée en 1752 d'importantes manufactures de toiles à Laval. Ces manufactures procureront du travail et assureront la subsistance aux habitants de plus de 60 paroisses des environs en considération desquels Louis XVI lui accorda des lettres de noblesse héréditaires à lui et à tous ses descendants légitimes, nés et à naître, des deux sexes. Louis XVI anoblit en juillet 1785 la famille Delauney en récompense de la loyauté qu'il avait mise à remplir les fournitures de toiles des armées navales. 
François Delauney introduit à Laval la fabrication des toiles à voile. Aristide Aubert du Petit-Thouars lui demandait dans des lettres enthousiastes livraison à Brest de voiles pour sa flotte au moment de partir à la recherche de Jean-François de La Pérouse. Ses fournitures pour la marine de l'État sont attestées par plusieurs mandats signés du roi et trouvés dans ses papiers.

#### Fin de l'âge d'or
La fabrication des tissus de coton fait son apparition à Laval en 1764. 
En 1765, plusieurs négociants, dont Jean-Baptiste Berset sont à l'origine de la Société du Jardin Berset.
En 1775,  une teinturerie et un atelier de filature de coton sont créés pour la fabrication de mouchoirs, à l’imitation de ceux du Béarn, moitié fil et moitié coton. 
Les prémisses de l'effondrement du lin apparaissent à la fin du XVIIIe siècle. Les tissages de siamoise, mouchoirs, calicots, etc. se firent à une plus grande échelle au fur et à mesure que l’industrie de la toile diminue. La commercialisation de la majeure partie de la production des toiles à l'étranger ou dans des colonies lointaines rendaient fragile cette manufacture dépendantes des guerres maritimes. La ruine du textile du lin, après une répétition provoquée par la guerre de Sept Ans sera déterminée par les guerres de la Révolution française, et de l'Empire.
Des correspondances de Le Nicolas, et Delauney font ressortir l'inquiétude des marchands de toiles. Le Nicolais indique en 1766 : La consommation de nos toiles n'a pas diminué en France ; mais il s'y consommerait une bien plus grande quantité si l'introduction des toiles de Suisse...n'y était pas si considérable... En 1765 et 1766, la récolte a été très médiocre en Espagne et au Portugal, ce qui a occasionné une diminution sensible sur la consommation de nos toiles dans ces deux royaumes... Nos colonies en Amérique sont un débouché très considérable pour cette manufacture ; mais depuis deux ans ce débouché est presque nul pour nous. À la fin de la dernière guerre, on croyait ces pays dépourvus de tout, mais ils ne manquaient de rien, parce qu'ils avaient été pendant la guerre approvisionnés de toutes espèces de marchandises sèches par les Hollandais et par les Anglais même. On y porta en 1763 et 1764 beaucoup plus de toiles qu'il n'en fallait pour le besoin de nos colonies, lesquelles ne sont pas encore consommées, quoique depuis deux ans on n'y ait presque fait aucun envoi de nos toiles. L'entreprise de Le Nicolais fait faillite en 1771.
François Delauney est l'auteur d'une lettre vers Benjamin Franklin. Dans une lettre datée du 9 mars 1783, il traite des sujets suivants : Effet préjudiciable de la paix sur le commerce du lin avec les États-Unis ; sur la question de la libre entrée du tabac en France ; quantité inhabituelle de ce produit consommé par les français. Résultat de la taxe sur ce produit ; préjudice pour les manufactures de Laval ; sollicite Franklin pour signaler cet état de fait aux Ministres du Roi..

#### Encyclopédie méthodique

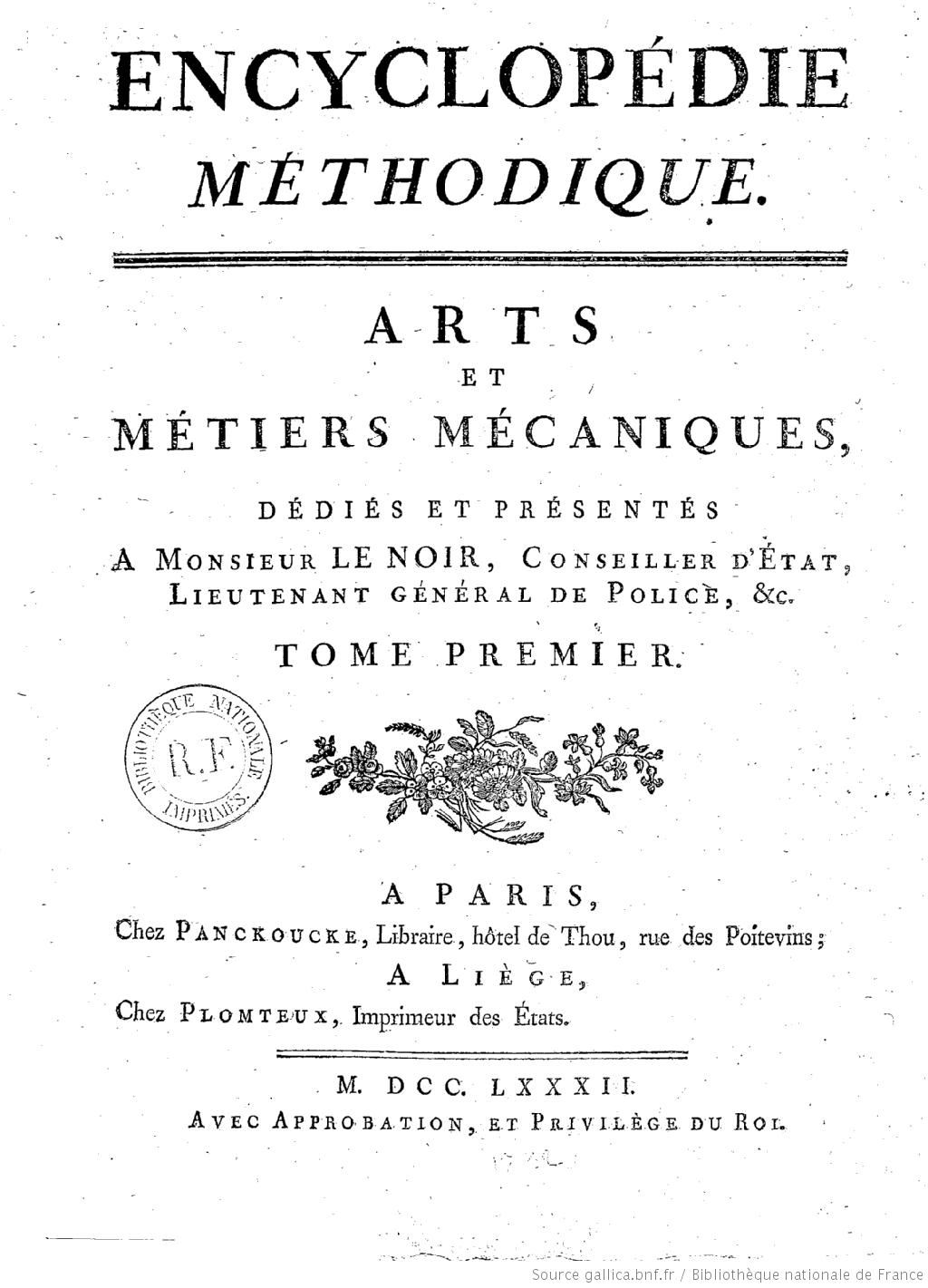
Première page de lEncyclopédie méthodique (1782)

L'Encyclopédie méthodique donne sur le traitement du fil dans le Maine. L'Encyclopédie méthodique  évaluait à 30 000 pièces et à six millions la production de la fabrication lavalloise qui avait fait jusqu'en 1754 des progrès sensibles pour se maintenir dès lors à peu près au même niveau.

## LeXIXesiècle
Petit à petit, le textile s'enfonce dans la crise économique. La culture du lin a été progressivement abandonnée, au profit du coton importé. La première filature de coton est créée en 1812, la seconde en 1814, 1949 Coulange en 1855 la manufacture de Laval compte 40 fabricants parmi lesquels six exposaient à Paris. 
La filature de coton de développe, l’usage de ce tissu, plus souple et recevant mieux la teinture, se substitue de plus en plus à celui du lin qui reprend cependant momentanément le dessus durant la guerre de Sécession. Néanmoins, la découverte des nuances grand teint et la transformation du tissage mécanique finit par faire délaisser en grande partie le lin. 
Des filatures ont été créées, bien sûr, comme Toiles de Mayenne, à Fontaine-Daniel en 1806, ou la filature de Bootz, à Laval en 1826, mais cela n'empêche pas le déclin. La Révolution industrielle, avec la mécanisation des métiers à tisser, ainsi que le traité de commerce signé en 1860 marque la baisse d'activité des industries textiles et le déclin de cette activité .
À la fin du XIXe siècle, l'industrie mayennaise a trouvé sa voie dans la fabrication de coutil, une sorte de toile lisse, croisée et serrée, pour les vêtements, avec les apports de Louis Bretonnière et Victor Boissel.
La culture du lin est donc progressivement abandonnée et ce déclin explique pourquoi plusieurs familles à l'image de la famille Bougrain-Dubourg quittent cette industrie.

## LeXXesiècle
La situation dans les années 1920 est la suivante, on trouve :
- La filature de Bootz, fondée en 1826 par MM. le Segretain frères, qui appartient à la Société anonyme des filatures de Laval. Elle possède à Laval sur le bord de la Mayenne Mayenne, des usines où fonctionnent plus de 52 000 broches. Les filatures emploient du coton d Amérique (Texas), et fabriquent des écheveaux, des bobines cylindriques, soleils ou autres. Elles ont pris sous la  direction de la famille Diehl une importance considérable et possèdent des œuvres sociales pour leur personnel.
- La Société des coutils de Laval, dont l'usine est située à la Tisonnière depuis 1896. Elle effectue le tissage, la teinture, le blanchiment et l'apprêt. Cette usine, qui était autrefois spécialisée dans la fabrication des velours de coton, s’est transformée. Les techniques et les produits évoluent. Entre 1920 et 1928, l'usine est entièrement modernisée. Il ne restera plus rien des anciennes fabrications. La Tisonnière devient la Société des coutils de Laval et Mayenne. Elle produit alors du linge de toile ainsi que divers coutils.
- les Grands établissements Duchemin, situés rue de l'Abattoir,  possèdent une filature, un tissage et une teinturerie. Ils fabriquent des coutils, des articles reputés pour vêtements de chasse, des spécialités pour robes, etc..
- Constant Feinte, industriel d'Armentières, a acheté en 1917 le tissage de Notre-Dame d’Avesnières, créé par la famille de la Broise. Sa principale fabrication est la suivante : coutils pour literie, tissus pour garçonnets, toiles spéciales pour stores, etc.
- La Maison Vallée, ancienne maison Marie-Rousselière, fait le tissage et la fabrique des coutils et une spécialité, la marque « La Fileuse » destinée à l'exportation en Amérique.
- Le Tissage Bretonnière fabrique des tissus destinés à l’exportation.
- La Société Masseron[43]-Chevrier[44], plus spécialisée dans le tissage à main, produit des coutils divers et des spécialités pour vêtements d’enfants.
- La fabrique M. Lhoste est spécialisée dans la fabrication des coutils et mouchoirs. Celles de M. Hamery et de M. Devé dans les articles de bonneterie.
- Il existe également à Laval, boulevard de Tours, une usine de confection, celle de M. de la Vaissière quî fondée en 1901, fait, outre le commerce des toiles et la confection de vêtement en draps.
- La manufacture Duhomme acheté par Madame Coulange et ses fils. La manufacture sera redénommée Coulange. Celle ci s’établira rue de Jouvence à Mayenne. La manufacture employait 83 ouvriers en 1852.

Nombreux sont les tissages possédant leurs ateliers de teinturerie. Toutefois il existe alors à Laval deux importantes teintureries :
- Celle d'Adolphe Beck, située à la Fournière, qui abrique les produits spéciaux pour l’apprêt des tissus, la  préparation de mordants pour la teinture et l'impression des textiles, des produits pour l'imperméabilisation des tissus, etc
- Celle de la famille Boissel est spécialisée dans l'apprêt, et la teinture des tissus en pièces.

En 2005, Les Coutils de Laval étaient les derniers à fabriquer des toiles à matelas, cette entreprise a cessé de produire à Laval en décembre 2005. La mondialisation a raison d'un secteur autrefois florissant (concurrence venue de Chine, de Turquie, d'Espagne. Des pays à la main-d'œuvre bon marché, où les entreprises délocalisent désormais leurs sites de production).
De nos jours, les Tissus d'Avesnières restent l'exemple de la production textile à Laval.